# Fondazione centro di documentazione ebraica contemporanea
La  Fondazione Centro di Documentazione Ebraica Contemporanea CDEC è un istituto storico culturale indipendente con sede a Milano, che promuove lo studio delle vicende storiche, della cultura e della realtà degli ebrei, con particolare riferimento all'Italia e all'età contemporanea.

## Storia
Costituito nel 1955 a Venezia su iniziativa della Federazione giovanile ebraica d'Italia con il nome "Centro di documentazione ebraica contemporanea - Sezione italiana" (il nome deriva da quello dell'omologo centro francese Centre de documentation juive contemporaine), la prima sede era all'interno dell'abitazione di Roberto Bassi.
Nel 1960 sotto la direzione di Guido Valabrega il centro si è trasferito a Milano in un edificio messo a disposizione dalla comunità ebraica di Milano, nei locali che erano stati della scuola ebraica di via Eupili, e assume la precisa connotazione di istituto storico. Inizia l'attività di pubblicazione di lavori di ricerca storiografica, escono le prime pubblicazioni, dapprima Quaderni della Federazione Giovanile Ebraica d'Italia (1961) e poi due numeri "Gli ebrei in Italia durante il fascismo. Quaderni del centro di documentazione ebraica contemporanea - Sezione italiana" (1962-63). 
Nel 1966 viene curata dal CDEC la pubblicazione della prima edizione dei diari di Emanuele Artom, con il titolo "Diari: gennaio 1940 - febbraio 1944". 
Rilevante il ruolo del Centro nei processi contro i crimini nazisti, nella serie di procedimenti istruiti dalla procura del Tribunale di Dortmund (1964-1969) e dal Tribunale di Berlino (1970-1973) viene affidato al CDEC il lavoro di ricerca della documentazione come prova del ruolo svolto dall'ex ufficiale delle SS Friedrich Bosshammer nell'organizzazione della deportazione degli ebrei dall'Italia. La segretaria Eloisa Ravenna, accettò di collaborare alle indagini delle procure tedesche a condizione di poter conservare copia di tutta la documentazione.
Il centro è trasformato dal 1986 in Fondazione. 

### Il Polo della memoria
Nel 2022 la Fondazione CDEC trasferisce la sua sede presso il Memoriale della Shoah di Milano in Piazza Edmond J. Safra, 1. Nella nuova sede trovano posto gli uffici suddivisi nei dipartimenti della Didattica, della Ricerca storica, dell’Osservatorio antisemitismo; l’Archivio e la Biblioteca si trovano in uno spazio separato. La nuova Biblioteca della Fondazione è posta su tre livelli e conta 48 posti di lettura, di cui alcuni con possibilità di consultazione dei cataloghi informatici. La biblioteca comprende 31.000 monografie in varie lingue, 700 tesi di laurea e 2.000 testate di periodici; l’archivio contiene numerose testimonianze sulla storia degli ebrei italiani. La nuova sede è stata inaugurata nel giugno 2022, alla presenza - fra gli altri - delle senatrice Liliana Segre e del ministro in carica per le Pari Opportunità e la Famiglia. Il direttore del CDEC, Gadi Luzzatto Voghera, ha affermato trattarsi della «biblioteca più fornita in materia di antisemitismo e storia dell’ebraismo italiano».

## Attività

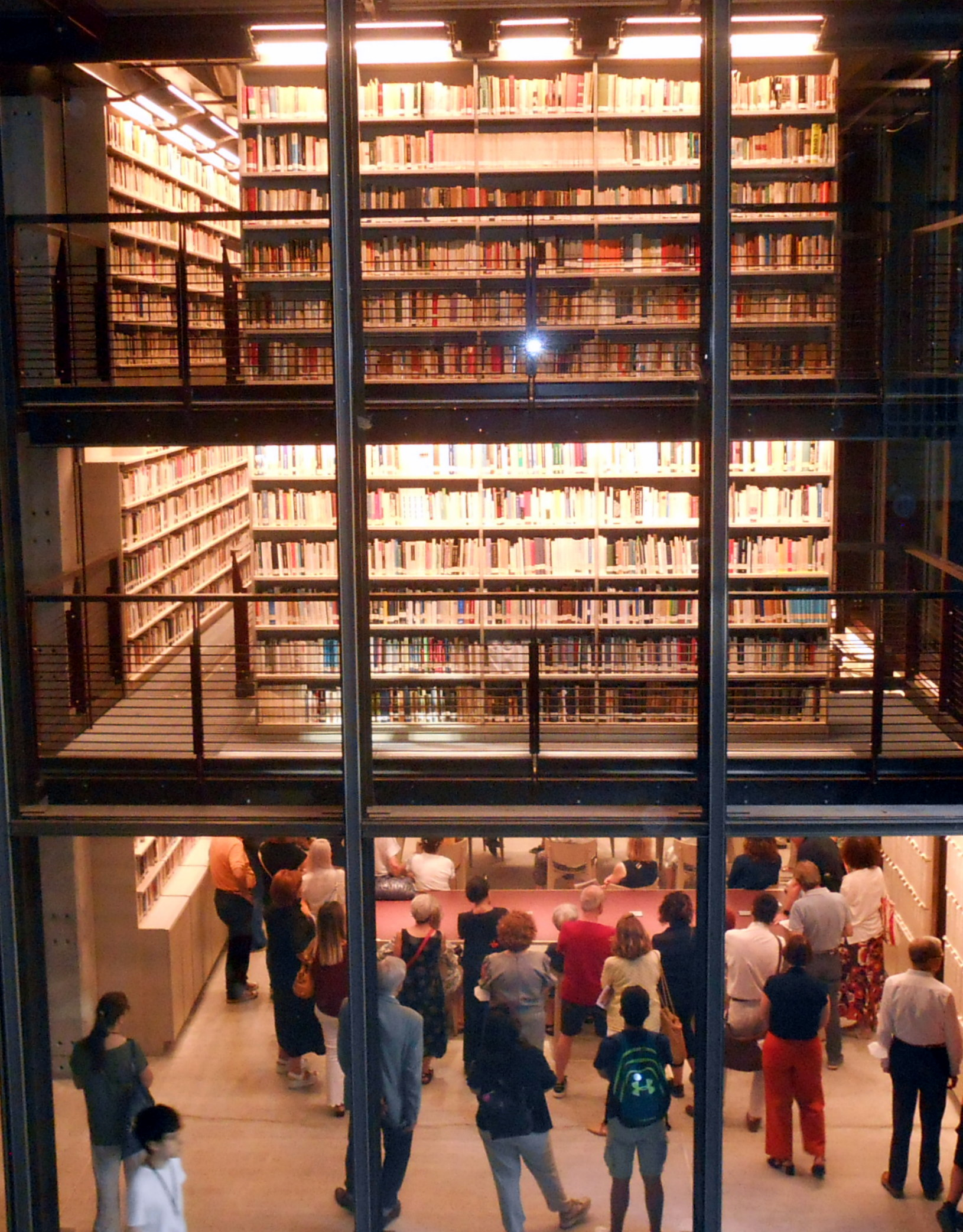
L'imponente biblioteca del CDEC su più piani al "Memoriale della Shoah" di Milano - 15 giugno 2022 inaugurazione del nuovo "Polo di Storia e Memoria" comprendente il CDEC e il Memoriale della Shoah

Nel primo statuto del 1957 vengono definiti come obiettivi del centro "la ricerca e l'archiviazione di documenti di ogni tipo riguardanti le persecuzioni antisemite in Italia e il contributo ebraico alla Resistenza".
Dotato di una fornita biblioteca, di una mediateca e di un archivio documentario notevole, fornisce i propri servizi a studenti e ricercatori, realizza mostre ed organizza incontri con studenti e docenti.
La fondazione è divisa in settori:
- biblioteca;
- videoteca;
- archivio documentario e fotografico;
- osservatorio antisemitismo;
- didattica;
- ricerche storiche.

L'archivio documentario, che collabora con l'istituto Yad Vashem di Gerusalemme e con numerosi altri istituti internazionali, oltre a raccogliere documenti relativi alle persecuzioni antisemite e alla Shoah in Italia, è il referente per l'Italia della campagna per il riconoscimento dei Giusti tra le Nazioni. 
L'osservatorio del pregiudizio antisemita contemporaneo, attivo anche sul web, promuove la raccolta di denunce e casi relativi a atti di antisemitismo attuali in Italia e in Europa.
La biblioteca conta oggi su una grande collezione di oltre 30.000 volumi e oltre duemila periodici. 

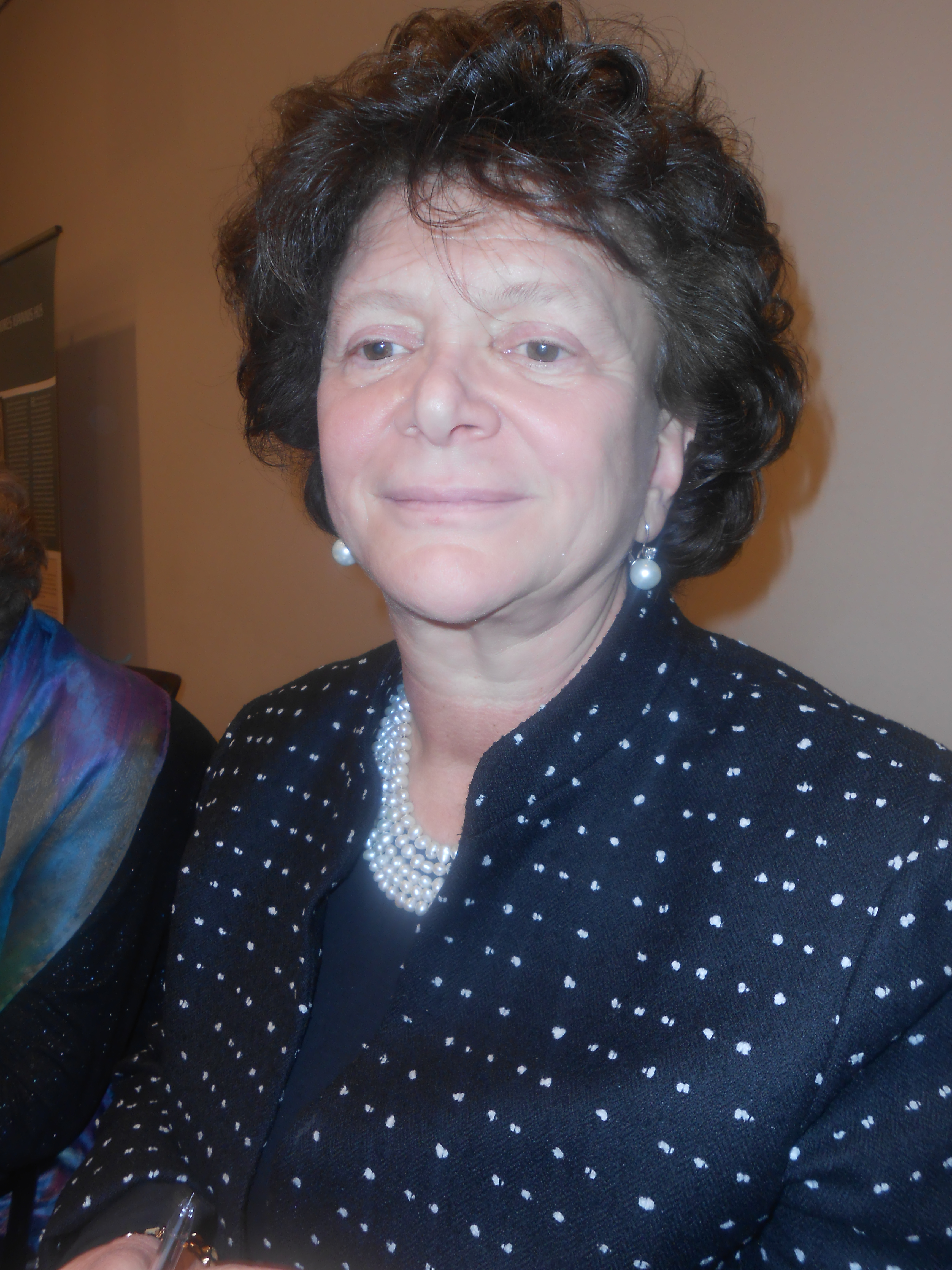
Liliana Picciotto, una storica del Centro

La videoteca, offre una collezione di fiction, documentari, trasmissioni tv a tema ebraico. Fa parte della collezione il fondo Archivio della memoria, contenente le interviste ai superstiti Italiani alla Shoah ancora in vita registrate tra il 1995 e il 1997. Da queste testimonianze nel 1997 è stato realizzato il film-documentario Memoria.
Il settore didattica offre consulenze a scuole e centri educativi su richiesta riguardo a Shoah e storia dell'antisemitismo mediante una apposita task force di volontari ed esperti.
L'archivio raccoglie e cataloga anche decine di migliaia di fotografie e immagini relative a tutto l'Ebraismo Italiano tra XIX, XX e XXI secolo.
A partire dal 2009 la fondazione riceve un apposito contributo statale.

## Persone
Ha sede in Milano, dal 2016 è diretto dallo storico Gadi Luzzatto Voghera subentrato a Michele Sarfatti, direttore dal 2002 al 2016
.
È stato presieduto dal 1980 al 2004 da Luisella Ottolenghi Mortara. Dal 2004 è presidente il Prof. Giorgio Sacerdoti.

## Opere (selezione)
- Liliana Picciotto, Salvarsi. Gli ebrei d'Italia sfuggiti alla Shoah 1943-45, Torino, Einaudi 2017, ISBN 978-88-06235093
- Liliana Picciotto, Il libro della memoria, gli ebrei deportati dall Italia 1943-1945, presentazioni di Simon Wiesenthal, Luisella Ottolenghi Mortara, Tullia Zevi, Milano, Mursia, 1991, 1992, 2002, ISBN 978-88-425-0779-6.